# Trossets picants
Trossets picants (títol original: Picking Up the Pieces) és una pel·lícula estatunidenca d'Alfonso Arau estrenada l'any 2000. Ha estat doblada al català.

## Argument
Tex és un carnisser casat amb Candy, una molt bonica dona que no li és pas tan fidel. Tex acaba per matar-la i tallar-la en petits trossos. Marxa a enterrar-la al desert, prop de la frontera mexicana. Però, durant el viatge, perd una mà de Candy. Ara bé aquesta mà, recuperada per una cega que recupera la vista, és després confiada a un capellà d'un petit poble, es posa de sobte a fer miracles. Ja celebre i reconeguda com la mà de la Mare de Déu, Tex fa de tot per recuperar la prova de la seva culpabilitat.

## Repartiment
- Woody Allen: Tex Cowley
- Sharon Stone: Candy Cowley
- Maria Grazia Cucinotta: Desi
- Cheech Marí: l'alcalde Machado
- David Schwimmer: el pare Leo Jerome
- Kiefer Sutherland: el xèrif Bobo
- Alfonso Arau: Dr. Amado
- Andy Dick: el pare Buñuel
- Fran Drescher germana Frida
- Joseph Gordon-Levitt: Flaco
- Elliott Gould: el pare LaCage
- Eddie Griffin: Sediento
- Mia Maestro: Carla
- Lupe Ontiveros: Constancia
- Lou Diamond Phillips: oficial Alfonso
- Pepe Serna: Florencio
- Richard Edson: Edsel Farkus
- Tony Plana: Usher
- Betty Carvalho: Juana
- Enrique Castillo: Grasiento
- Jorge Cervera Jr.: Unojo
- O'Neal Compton: Texas John
- Marcus Demian: Ricardo
- Jeannine De la Torre: Maria
- Jon Huertas: Paulo
- Dana Woods: Pequeño